# Fリーグオールスターゲーム
Fリーグオールスターゲームは、2016年に開催された日本フットサルリーグ（Fリーグ）のオールスターゲームである。

## 概要
Fリーグは2007-08シーズンから始まり、2016年に10周年を迎えた。これを受けて、10月8日にゼビオアリーナ仙台にてFリーグオールスターゲームを開催することが発表された。
出場選手はファン投票によって選出され、所属クラブをホームタウンの所在地をもとに東西に分け、F-EASTとF-WESTの2チームが編成された。
試合前にはベガルタ仙台に所属していた選手で構成された「VEGALTA SENDAI DREAMS」と宮城県にゆかりのある人物で構成された「MIYAGI DREAMS」によるエキシビジョンマッチが開催されている。

## 大会概要
- オールスターオフィシャルサプライヤー[6]：Duarig（英語版）
- エグゼクティブパートナー[6]: スーパースポーツゼビオ・ヴィクトリア
- オールスタースポンサー[6]：LIFEGUARD、SFIDA、mitre、日本スポーツコート、Sansei、仙台国際ホテル
- 後援[6]： 宮城県、宮城県教育委員会、仙台市、公益財団法人仙台市スポーツ振興事業団、スポーツコミッションせんだい、仙台商工会議所
- 協力[6]： ベガルタ仙台、J SPORTS

## 参加選手・スタッフ
| Pos. | No.        | 選手名               | 所属 |
| ---- | ---------- | -------------------- | ---- |
| GK   |            |                      |      |
| 1    | 大黒章太郎 | フウガドールすみだ   |      |
| 12   | 藤原潤     | バルドラール浦安     |      |
| FP   |            |                      |      |
| 5    | 甲斐修侍   | ペスカドーラ町田     |      |
| 9    | 稲葉洸太郎 | フウガドールすみだ   |      |
| 10   | 狩野新     | ヴォスクオーレ仙台   |      |
| 11   | 清水和也   | フウガドールすみだ   |      |
| 14   | 西谷良介   | フウガドールすみだ   |      |
| 16   | 室田祐希   | ペスカドーラ町田     |      |
| 17   | 水上玄太   | エスポラーダ北海道   |      |
| 32   | 皆本晃     | 府中アスレティックFC |      |
| 45   | 滝田学     | ペスカドーラ町田     |      |
| 77   | ボラ       | フウガドールすみだ   |      |

| Pos. | No.          | 選手名             | 所属 |
| ---- | ------------ | ------------------ | ---- |
| GK   |              |                    |      |
| 2    | 関口優志     | 名古屋オーシャンズ |      |
| 12   | 上原拓也     | 湘南ベルマーレ     |      |
| FP   |              |                    |      |
| 5    | 久光重貴     | 湘南ベルマーレ     |      |
| 7    | 原田浩平     | デウソン神戸       |      |
| 8    | 加藤未渚実   | シュライカー大阪   |      |
| 10   | ヴィニシウス | シュライカー大阪   |      |
| 14   | 安藤良平     | 名古屋オーシャンズ |      |
| 18   | 銀島壮志     | アグレミーナ浜松   |      |
| 21   | 浦上浩生     | 湘南ベルマーレ     |      |
| 64   | 仁部屋和弘   | バサジィ大分       |      |
| 91   | ロドリゴ     | 湘南ベルマーレ     |      |
| 99   | シンビーニャ | 名古屋オーシャンズ |      |

## 試合
両チームのスターティング5はF-EASTはGK大黒、FP狩野、室田、皆本、ボラ、対する F-WESTはGK上原、FP久光、ヴィニシウス、仁部屋、シンビーニャ。会場には2500人を超えるファンが集まった。
2分に久光がファーストシュートを放つ。その後はお互いチャンスを作るもののF-WESTのGK上原の好セーブや両チームの堅い守備により前半をスコアレスで折り返す。後半は打って変わって乱打戦となる。21分、右サイドから水上が相手GKの股を抜いてF-EASTが先制するも、直後にシンビーニャがロドリゴとの連携から強烈なシュートを決めてF-WESTがすぐさま追いつく。31分にはカウンターからボラがゴールを決めてF-EASTが勝ち越しに成功。しかし34分にヴィニシウスのゴールで再び同点とすると、37分には原田のゴールでF-WESTがこの日初めてのリードを奪う。迎えたラスト1分で試合は激しく展開する。F-EASTがGK藤原を上げてパワープレーに入ると、残り31秒で西谷がゴールを決めて三度同点とするも、10秒後にはヴィニシウスのこの日2点目となるゴールでF-WESTが勝ち越す。勝負は決まったかと思われた残り5秒、GKから前線に送られたボールをボラが合わせ、こぼれ球を自ら押し込んで土壇場で同点に追いつき、後半が終了。PK戦に突入する。両チームの選手が入り混じって肩を組み勝負の行方を見守る中、3人ずつがそれぞれ成功させる。そしてF-WEST4人目の安藤のシュートをGK藤原がストップすると、F-EAST4人目の稲葉が決めて4-3で勝利した。

## 結果
| F-EAST                                          | 4 - 4    | F-WEST                                                      |
| ----------------------------------------------- | -------- | ----------------------------------------------------------- |
| 水上玄太 21分 · ボラ 31分, 39分 · 西谷良介 39分 | レポート | シンビーニャ 21分 · ヴィニシウス 34分, 39分 · 原田浩平 37分 |
| PK戦                                            |          |                                                             |
| 西谷良介 皆本晃 水上玄太 稲葉洸太郎             | 4 – 3    | シンビーニャ ロドリゴ ヴィニシウス 安藤良平                 |

表彰
| 賞                     | 選手名       | 所属          | 備考                                                             |
| ---------------------- | ------------ | ------------- | ---------------------------------------------------------------- |
| オールスターMVP        | ボラ         | F-EAST/すみだ |                                                                  |
| ゴールデンブーツ賞     | 西谷良介     | F-EAST/すみだ | 最も素晴らしいゴールを決めた選手                                 |
| ゴールデングローブ賞   | 上原拓也     | F-WEST/湘南   | 最も素晴らしいパフォーマンスを発揮したゴールキーパー             |
| グッドコーチング賞     | 岡山孝介     | F-EAST/町田   | 勝利チームの監督およびコーチ                                     |
| グッドコーチング賞     | 須賀雄大     | F-EAST/すみだ | 勝利チームの監督およびコーチ                                     |
| エンターテイニング賞   | ヴィニシウス | F-WEST/大阪   | 最もファン、サポーターを魅了した選手                             |
| プレーヤー オブ DECADE | 水上玄太     | F-EAST/北海道 | オールスターゲームに出場した、Ｆリーグ開幕から登録10年目の選手   |
| プレーヤー オブ DECADE | 狩野新       | F-EAST/仙台   | オールスターゲームに出場した、Ｆリーグ開幕から登録10年目の選手   |
| プレーヤー オブ DECADE | 稲葉洸太郎   | F-EAST/すみだ | オールスターゲームに出場した、Ｆリーグ開幕から登録10年目の選手   |
| プレーヤー オブ DECADE | ボラ         | F-EAST/すみだ | オールスターゲームに出場した、Ｆリーグ開幕から登録10年目の選手   |
| プレーヤー オブ DECADE | 甲斐修侍     | F-EAST/町田   | オールスターゲームに出場した、Ｆリーグ開幕から登録10年目の選手   |
| プレーヤー オブ DECADE | 滝田学       | F-EAST/町田   | オールスターゲームに出場した、Ｆリーグ開幕から登録10年目の選手   |
| プレーヤー オブ DECADE | 久光重貴     | F-WEST/湘南   | オールスターゲームに出場した、Ｆリーグ開幕から登録10年目の選手   |
| プレーヤー オブ DECADE | 原田浩平     | F-WEST/神戸   | オールスターゲームに出場した、Ｆリーグ開幕から登録10年目の選手   |
| プレーヤー オブ DECADE | 仁部屋和弘   | F-WEST/大分   | オールスターゲームに出場した、Ｆリーグ開幕から登録10年目の選手   |
| DJ JUMBO賞             | 原田浩平     | F-WEST/神戸   | セントラルやプレーオフで場内MCを務めるDJ JUMBOから贈られる特別賞 |